# عزب (اسم)
عزب هو اسم علم مذكر من أصل عربي، ومعناه هو من ليس له أهل من رجال ونساء غير متزوج، والعامة سمت به على صيغة اسم الفاعل وصوابه عزب وأعزب.

## شخصيات تحمل الاسم
- عزب مصطفى (1960 – )

## وصلات خارجية
- موسوعة السلطان قابوس لأسماء العرب نسخة محفوظة 5 أبريل 2019 على موقع واي باك مشين.